# Synagoga w Bolesławcu
Synagoga w Bolesławcu – synagoga, która znajdowała się w Bolesławcu na rogu dzisiejszych ulic Kubika i Wąskiej, w pobliżu domu dziecka i stawu miejskiego.
Synagoga została zbudowana w latach 1876–1878 według projektu architekta Zschetzchingka, na miejscu, w którym w XVIII wieku mieścił się cmentarz żydowski. Była to budowla na planie centralnym, zwieńczona niewielką kopułą. Budynek synagogi wzniesiono w stylu neoromańsko-bizantyjskim. Podstawowym materiałem użytym do budowy synagogi była czerwona cegła. Jej architektura była inspirowana Nową Synagogą we Wrocławiu.
Poświęcenie nastąpiło 17 września 1878 roku. Podczas nocy kryształowej z 9 na 10 listopada 1938 roku, bojówki hitlerowskie spaliły synagogę. Po zakończeniu II wojny światowej nie została odbudowana, a na jej miejscu urządzono skwer. Plac po niej nie został zabudowany do dziś.
W 2005 roku po trwającym sześć lat postępowaniu działka, na której stała synagoga, została zwrócona Gminie Wyznaniowej Żydowskiej we Wrocławiu, która przekazała ją Fundacji Ochrony Dziedzictwa Żydowskiego. Według planów Fundacji ma ona nadal służyć jako skwer